# Guárico
Statul Guárico este unul dintre cele 23 de state federale din Venezuela. În 2007, statul Guárico avea o populație de 745.100 de locuitori și suprafață de 64.986 km². 
Capitala statului este orașul San Juan de los Morros.